# Hứa Thị Phấn
Hứa Thị Phấn (tên gọi khác: Sáu Phấn, 3 tháng 1 năm 1947 – 13 tháng 2 năm 2023) là doanh nhân người Việt Nam. Bà là một trong những người giàu có nhất Việt Nam. Năm 2007, bà sở hữu 85% cổ phần của Ngân hàng thương mại cổ phần Đại Tín (Trustbank) tương đương hơn 2.500 tỉ đồng.

## Tiểu sử
Bà sinh ngày 3 tháng 1 năm 1947, quê quán ở tỉnh Đồng Tháp, Việt Nam.
Bà nguyên là Chủ tịch Hội đồng quản trị Công ty Cổ phần Đầu tư và Phát triển Phú Mỹ.
Năm 2007, bà Hứa Thị Phấn đại diện Công ty đầu tư phát triển Phú Mỹ và 14 người trong gia đình mua 85% cổ phần của Ngân hàng thương mại cổ phần Đại Tín, tương đương 2.500 tỉ đồng và giữ chức vụ Cố vấn cấp cao Hội đồng quản trị ngân hàng này. Bà làm công việc tư vấn cho hội đồng quản trị về công tác quản trị và hoạch định kinh doanh. Ngân hàng thương mại cổ phần Đại Tín có tiền thân là Ngân hàng Nông thôn cổ phần Rạch Kiến huyện Cần Đước, tỉnh Long An.
Bà còn giữ chức vụ Cố vấn Hội đồng Tín dụng Trustbank.
Tuy chỉ giữ hai chức vụ nhỏ là Cố vấn cấp cao Hội đồng quản trị và Cố vấn Hội đồng Tín dụng Trustbank nhưng lại sở hữu tới 85% cổ phần Trustbank, năm 2010, Hứa Thị Phấn là người chi phối và điều hành hoạt động của Trustbank, còn chủ tịch Hội đồng quản trị Trustbank Hoàng Văn Toàn và Tổng giám đốc Trần Sơn Nam chỉ là người đại diện về hình thức.
Năm 2012, Hứa Thị Phấn tham gia Hội đồng quản trị Tập đoàn SSG.
Bà rút khỏi Hội đồng quản trị SSG kể từ ngày 1 tháng 10 năm 2016.
Bà qua đời vào ngày 13 tháng 2 năm 2023 khi đang bị giam, hưởng thọ 76 tuổi.

## Vụ án Hứa Thị Phấn
Ngày 6 tháng 3 năm 2017, Hứa Thị Phấn nhập viện Bệnh viện Đa khoa Tân Hưng cấp cứu vì huyết áp tăng cao 3/4 và bệnh tiểu đường tuýp 2.
Ngày 22 tháng 3 năm 2017, Cơ quan điều tra khởi tố bị can đối với Hứa Thị Phấn. Trong kết luận điều tra của cơ quan điều tra không có bất cứ lời khai nào của bà Hứa Thị Phấn vì khi cơ quan điều tra tiếp cận bà ở bệnh viện thì bà "luôn ở tình trạng khó tiếp xúc, gọi hỏi không trả lời".
Ngày 13 tháng 3 năm 2018, Viện kiểm sát nhân dân tối cao Việt Nam đã tống đạt cáo trạng truy tố bà Hứa Thị Phấn về hai tội lạm dụng tín nhiệm chiếm đoạt tài sản và cố ý làm trái quy định của Nhà nước về quản lý kinh tế gây hậu quả nghiêm trọng.
Về hành vi Cố ý làm trái, căn nhà số 5 Phạm Ngọc Thạch (phường 6, quận 3, TP.HCM), do bị cáo Phấn nhận chuyển nhượng có giá tương đương 371 tỷ đồng. Sau khi sở hữu căn nhà, bà Phấn đã thực hiện 4 chuyển giao lòng vòng để nâng giá trị căn nhà lên cao gấp 8 lần giá thị trường, rồi chỉ đạo HĐQT và ban điều hành Ngân hàng Đại Tín mua căn nhà đó với giá 1.260 tỷ đồng, hạch toán thu chi khống để hợp thức việc mua bán trước đó, chiếm đoạt 1.105 tỷ đồng.

## Xét xử
Ngày 4 tháng 5 năm 2018, Hứa Thị Phấn bị Tòa án nhân dân cấp cao tại Hà Nội xử vắng mặt (bà Phấn không thể tới tòa vì mất sức khỏe 93%) và tuyên y án sơ thẩm 17 năm tù về tội "vi phạm quy định về cho vay trong hoạt động của các tổ chức tín dụng". Bản án có hiệu lực ngay khi hội đồng xét xử tuyên án.
Tối ngày 31 tháng 5 năm 2018, Hội đồng xét xử (sơ thẩm) Tòa án nhân dân Thành phố Hồ Chí Minh đã tuyên án đối với bà Hứa Thị Phấn cùng 27 đồng phạm về tội lạm dụng tín nhiệm, cố ý làm trái gây thiệt hại cho ngân hàng Đại Tín hơn 6.300 tỉ đồng sau quá trình xét xử kéo dài hơn 20 ngày. Bản án tuyên trong 5 giờ đồng hồ mới xong. Bà Hứa Thị Phấn bị xét xử vắng mặt, trong hồ sơ không có lời khai của bà. Bà Hứa Thị Phấn bị tuyên án bản án 30 năm tù vì hành vi chủ mưu, bị buộc bồi thường 1.105 tỉ đồng cho Ngân hàng thương mại trách nhiệm hữu hạn một thành viên Xây dựng Việt Nam (trước là Ngân hàng Đại Tín) liên quan đến hành vi nâng khống giá trị căn nhà số 5 đường Phạm Ngọc Thạch, Thành phố Hồ Chí Minh, bị buộc bồi thường hơn 15.691 tỉ đồng cũng cho ngân hàng này liên quan đến hành vi cố ý làm trái, phải đóng án phí hình sự sơ thẩm 200.000 đồng và án phí dân sự sơ thẩm gần 17 tỉ đồng.
Liên quan đến vụ án gây thiệt hại 1.338 tỉ đồng tại Ngân hàng Đại Tín, tối ngày 22 tháng 11 năm 2019, Hội đồng xét xử Tòa án nhân dân Thành phố Hồ Chí Minh đã tuyên phạt bà Hứa Thị Phấn án 20 năm tù, tổng hợp hình phạt với các bản án khác là 30 năm tù. Trong phiên xử này, bà vắng mặt không lí do dù sức khỏe đã tiến triển, có thể giao tiếp được (bà đang điều trị tại bệnh viện). Nguyên nhân do bà đã chỉ đạo người khác để ngân hàng Đại Tín đầu tư vào các dự án của bà trái pháp luật, nâng khống giá trị bất động sản và bán lại cho chính ngân hàng Đại Tín, chiếm đoạt 1.338 tỉ đồng. Tòa cũng buộc bà Hứa Thị Phấn bồi thường 437 tỉ đồng cho Ngân hàng Xây dựng Việt Nam (CB).

## Tài sản
Bà Hứa Thị Phấn có những tài sản sau:
- 620.775 cổ phần tại Trường Đại học Công nghệ Thành phố Hồ Chí Minh[22][23]
- Hơn một triệu cổ phần tại Tập đoàn SSG[22][23]
- 3 tỉ đồng[22]
- Nhiều bất động sản[23][24]

## Gia đình
Bà có em trai ruột tên Hứa Xường, sinh năm 1952 tại Đồng Tháp, nguyên thành viên Hội đồng quản trị Trustbank.